# Pép

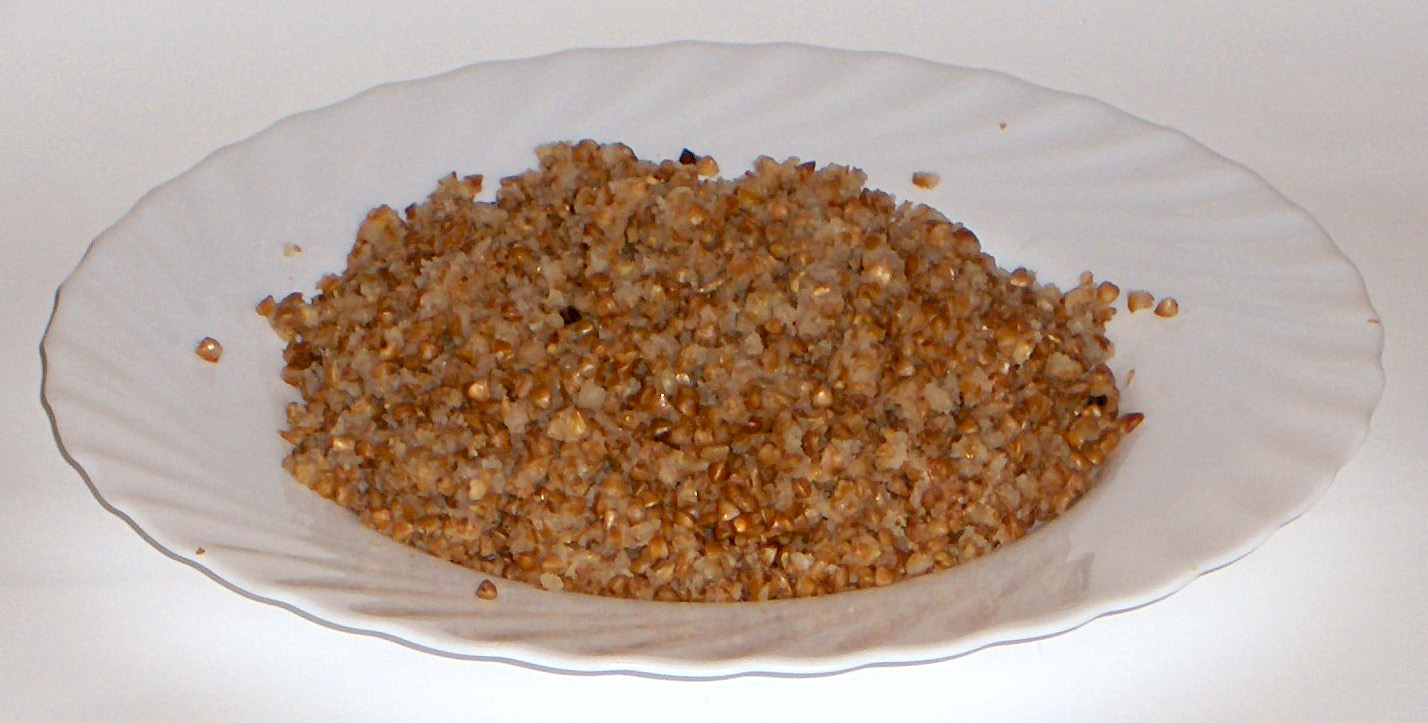
hajdinapép

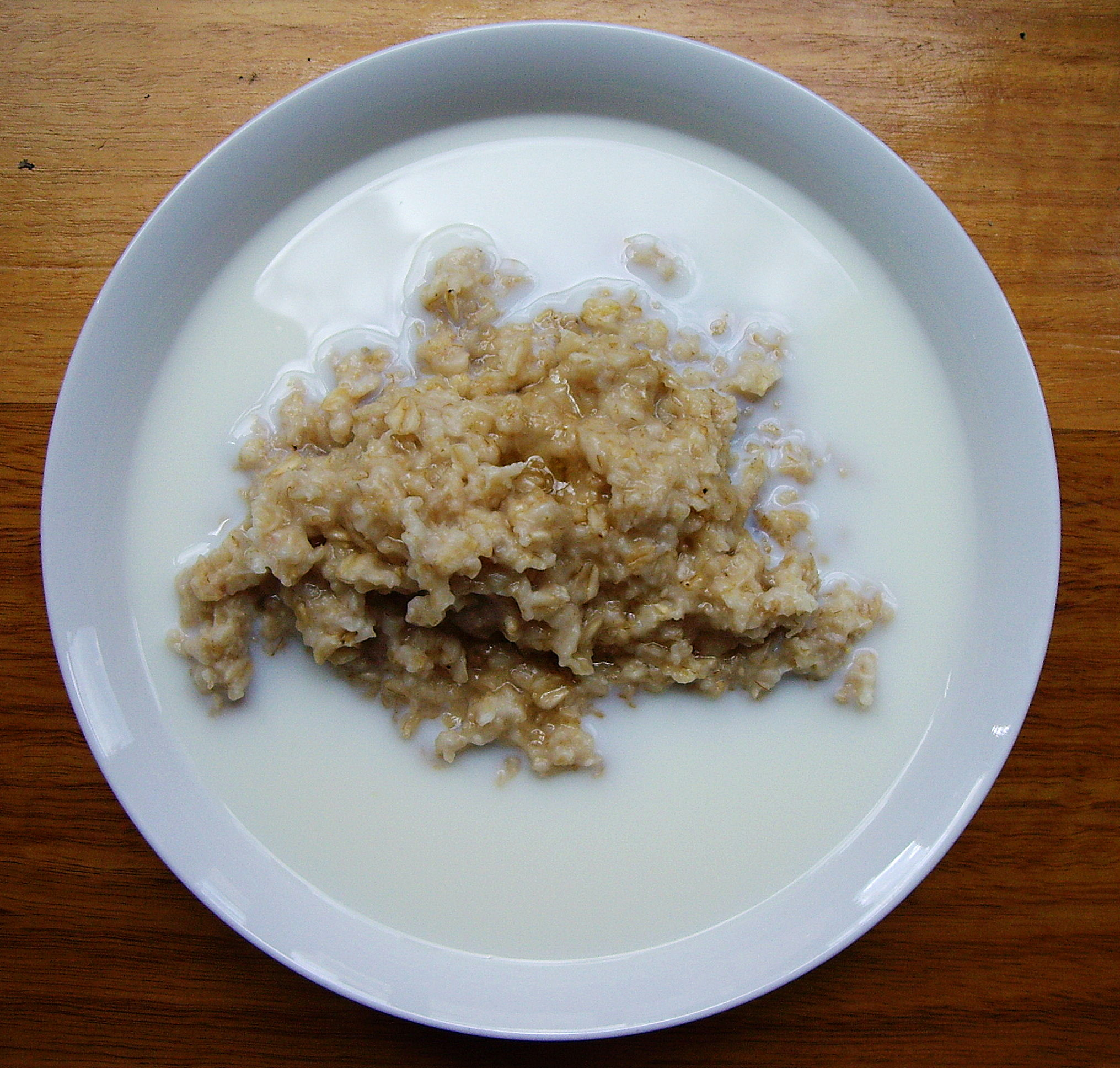
zabpép

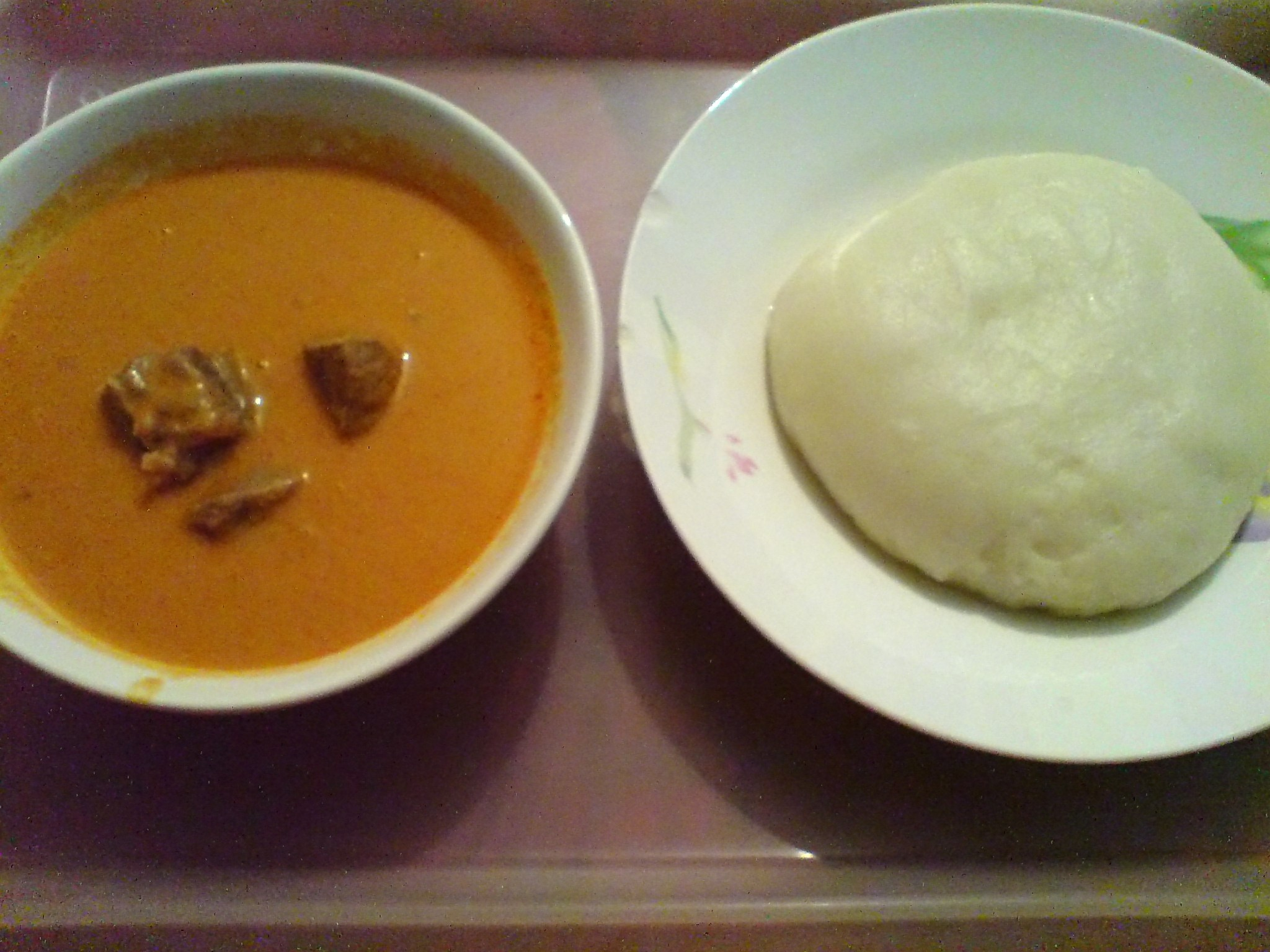
maniókapép

A pép a legrégibb élelmiszerek egyike. Darált gabona (dara, gríz vagy liszt) van főzve folyadékban (vízben vagy tejben). Pépből készült az első kenyér (jufka, lavas, ostyakenyér) és az első sör is. A világ lakosságának egy része ma is pépet eszik és nem kenyeret. A pép a legegyszerűbb gabonaelőkészítés.